# Bunchosia matudai
Bunchosia matudai là một loài thực vật có hoa trong họ Malpighiaceae. Loài này được Lundell mô tả khoa học đầu tiên năm 1941.